# Kolej Górnicza KWB Adamów
Kolej Górnicza KWB Adamów – kolej przemysłowa należąca do Kopalni Węgla Brunatnego Adamów.

## Charakterystyka
Kolej Górnicza KWB Adamów była wewnętrzną, zakładową, zelektryfikowaną linią kolejową o długości około 30 kilometrów wykorzystywaną do przewozów węgla brunatnego z odkrywek kopalni KWB Adamów do elektrowni Adamów. Sieć nie posiadała połączenia z siecią PKP PLK.

## Tabor
Na linii jako podstawowy tabor wykorzystywane są elektrowozy LEW EL2 oraz węglarki samowyładowcze typu 407 V i VAP. W przeciwieństwie do sieci linii kolejowych KWB Konin nie jest wykorzystywane napięcie 0,25 kV z sieci bocznej do podjazdu próżnego składu na załadownie. Do prac manewrowych oraz dla pociągów roboczych używane są lokomotywy spalinowe typu SM30, wraz z wagonami.

## Zakończenie działalności
Ostatni pociąg z węglem przyjechał do Elektrowni Adamów 30 grudnia 2017. Dotarł on na estakadę siłowni około południa, gdzie to nastąpił zsyp surowca. Wynikało to z zakończenia pracy zakładu odbierającego surowiec, jakim była elektrownia. Na początku 2019 roku rozpoczęto fizyczną likwidację linii kolejowych KWB Adamów.